# Valentín de San José
Prisciliano Fernández Arenillas (Castilfalé, León, 5 de enero de 1896 - Monasterio del Desierto de San José de las Batuecas, Salamanca, 14 de junio de 1989) que al entrar en la vida religiosa tomó el nombre de Valentín de San José. Es considerado uno de los grandes escritores místicos del siglo XX.

## Biografía
Sus padres fueron Gregorio Fernández y Catalina Arenillas. Tuvo cuatro hermanos; dos mayores que él fueron Carmelitas Descalzos (Atanasio de San José y Eusebio del Niño Jesús) y dos hermanas religiosas (Ángeles de San José, Carmelita Descalza, y Efigenia, Religiosa del Sagrado Corazón).
Ingresó a los trece años en el Seminario Menor Carmelitano Descalzo de Medina del Campo (Valladolid) el 10 de enero de 1909, donde cursó Humanidades. Su madre acababa de fallecer recientemente en Castilfalé (24.12.1908). Tomó el hábito en Segovia en 1913 donde realizó su noviciado e hizo su primera profesión en 1914 con 18 años. Estudió Filosofía y Ciencias Naturales en el convento natal de Santa Teresa en Ávila durante tres años y a continuación, en 1917, hizo la profesión solemne. En esta ceremonia predicó su hermano, Eusebio del Niño Jesús, que morirá mártir en la Guerra Civil en Toledo siendo prior del convento de dicha ciudad junto a sus 16 frailes. Todos ellos fueron beatificados por Juan Pablo II el 28 de octubre de 2007.
Recibió la Ordenación sacerdotal en Cienfuegos (Cuba) en 1921. En 1939 es elegido Provincial de Castilla, y será elegido en otras dos ocasiones en diferentes años. Un total de doce años no consecutivos estuvo como Provincial de los Carmelitas Descalzos.
Fue el Provincial de la posguerra y el que se encargará de levantar la Provincia con la ayuda de su dirigida Santa Maravillas de Jesús que le ayuda sufragando íntegramente la construcción del convento de Talavera de la Reina y Batuecas, y en gran parte la restauración del Colegio Teológico de Salamanca.
En el año 1941 promueve la fundación de la “Revista de espiritualidad”. Años más tarde aportará también su colaboración a la fundación de la Editorial de Espiritualidad.
Durante 35 años fue confesor y director espiritual de Santa Maravillas de Jesús. Esta llegó a compararlo con San Juan de la Cruz:
"El parecido con nuestro Santo Padre (San Juan de la Cruz) se va acentuando más y más; a ver si nos lo hace el Señor como a él con las de Beas (Beas de Segura fundación teresiana y que fue su comunidad predilecta), cuidar de estas monjas o de las del Cerro o de Cabrera"
En el año 1950 restaura con la colaboración de Santa Maravillas el Desierto de las Batuecas. Será vicario en este primer periodo del Desierto Contemplativo desde al año 1951 hasta 1954. En 1966 regresará al Desierto donde permanecerá hasta su muerte. Es aquí donde realizó con mayor énfasis su apostolado de la vida espiritual como escritor y su vida de ermitaño.
Sufrió los últimos años de su vida una Noche Oscura Pasiva del Espíritu. Esta purgación interior se manifestaba en un miedo a la muerte, una lejanía de Dios. Sus restos mortales descansan en el Monasterio del Desierto Carmelitano de Batuecas.
Tras su muerte se ha extendido aún más su fama de santidad. Son numerosos los testimonios de personas del mundo entero que aprecian los escritos espirituales del Padre Valentín y que acuden a él como intercesor. En la actualidad se está a la espera de que se inicie su proceso de beatificación.

## Carisma Personal
Fue un gran predicador y director espiritual. Durante 24 años fue consiliario nacional de las hermandades católicas ferroviarias. Entre las personas que consultaban con el Padre Valentín están el Rey Balduino de Bélgica y la Madre María Josefa del Corazón de Jesús.

## Escritos
- Cómo tendré yo oración (de bolsillo) (5ª edición)[11]
- La inhabitación de Dios en el alma justa (4ª edición)[12]
- Días de intimidad con Dios en el Carmelo
- Alegría de morir[13]
- El Concilio Vaticano II y la vida espiritual[14]
- Con Dios a solas[15]
- Dios en mí[16]
- Oración mental según Santa Teresa(3ª edición)[17]
- Yo en Dios o el Cielo (2ª edición)[18]
- Mis conversaciones[19]
- La tertulia sobre la oración
- La Divina Eucaristía[20]
- Penitencia y Oración[21]
- Al encuentro de Dios[22]
- La gracia deifica el alma[23]
- Esos, vestidos de blanco, ¿Quiénes son?[24]
- Escritos Íntimos y Diario de Amor del Carmelita Fr. Valentín en el Desierto (Obra póstuma preparada por Fr. Matías del Niño Jesús)[25]
- Isabel la Católica Su Vida Su Santidad (2ª edición)[26]